# Comarques naturals de Catalunya

Algunes comarques naturals de Catalunya

Les comarques naturals de Catalunya són territoris que pertanyen en part o totalment al Principat de Catalunya que per la seva orografia es diferencien de les comarques o regions limítrofes.
Per qüestions demogràfiques, d'extensió o econòmiques, no han format per si soles una comarca o han estat dividides. L'actual mapa comarcal de Catalunya prové de la divisió territorial de Catalunya de 1936, amb algunes modificacions posteriors al restabliment del 1987 i el 2015 (reconeixement del Moianès). La necessitat de mantenir un nombre reduït de comarques, i de fer-les equilibrades compensant nombre d'habitants i extensió va provocar per una banda algunes agrupacions, i per altra algunes divisions d'algunes àrees en dos o més comarques. Tot i així, el model aprovat va tenir una ràpida acceptació, ja que es basava en relacions funcionals segons àrees de radiació de mercats.

## Supracomarques

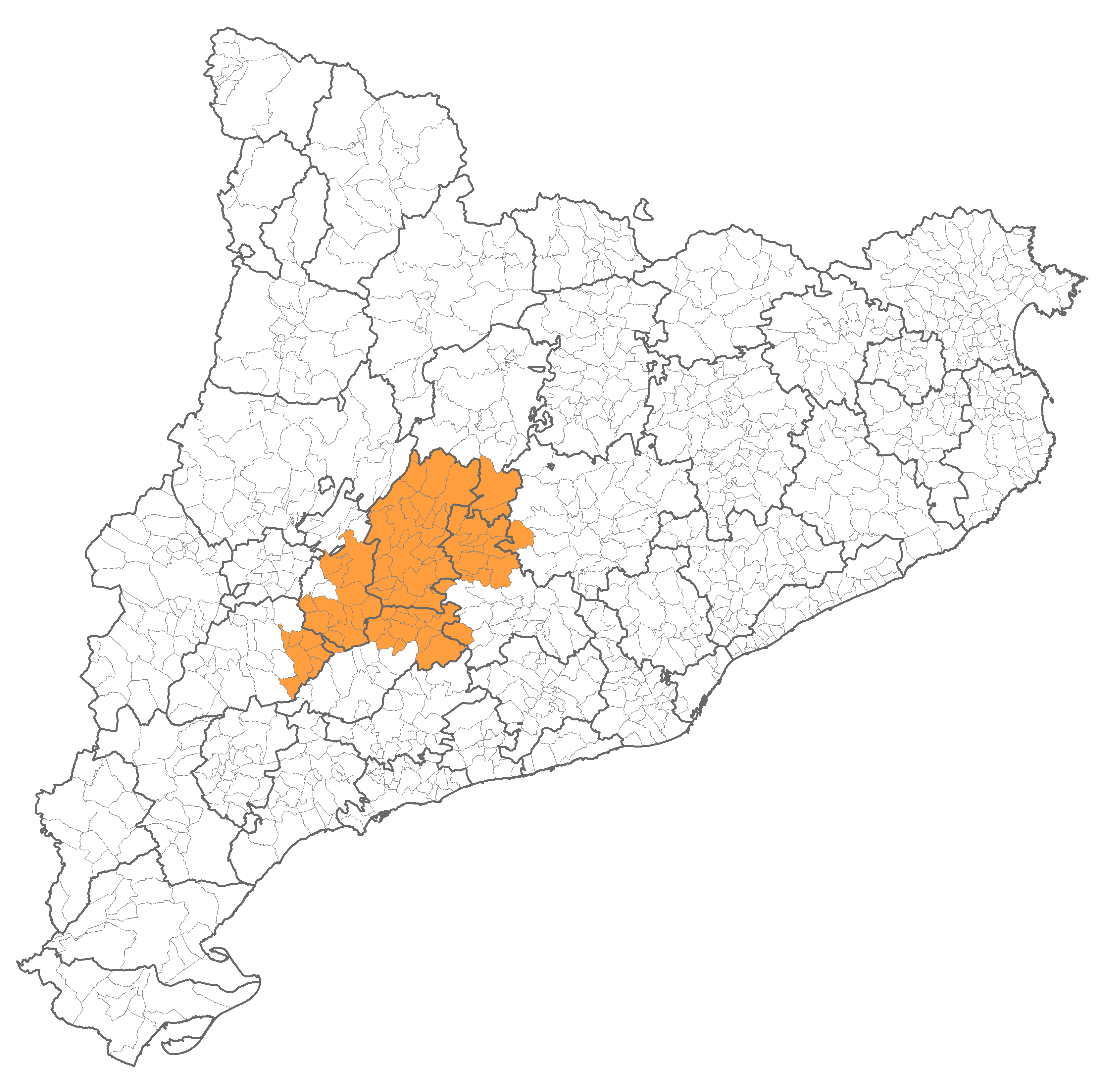
Extensió de la comarca natural de la Segarra.

Les supracomarques són aquelles comarques naturals que constitueixen dues o més comarques administratives en l'actualitat. Per la gran extensió d'unes (com el Pallars) i l'alta població d'altres (la plana de l'Empordà o el Camp de Tarragona) en el seu moment es va considerar aconsellable dividir-les. Pel que fa a les comarques de la Baixa Cerdanya i l'Alta Ribagorça, les divisions administratives posteriors han forçat la seva divisió artificiosa.
- l'Altiplà de la Segarra (Anoia, Conca de Barberà, Segarra, Bages, Solsonès, Urgell, Pla d'Urgell i Garrigues)
- el Baix Ebre i Montsià[2]
- el Camp de Tarragona[3]
- la Cerdanya
  - Alta Cerdanya i la part oriental de la Baixa Cerdanya[4]
- l'Empordà[5]
  - la Vall d'Aro[6]
- el Penedès[7]
  - l'Alt Penedès
  - el Baix Penedès
  - el Garraf (o Marina del Penedès)
  - el Montserratí (també anomenat Pla de Montserrat, Baix Llobregat Nord o Penedès Montserratí)[8][9][10]
- la Ribagorça
  - l'Alta Ribagorça (Oriental, a Catalunya, i Occidental, a l'Aragó)
    - la Terreta

  - la Baixa Ribagorça (a l'Aragó)
- el Vallès[1]

## Comarques i subcomarques
En el cas d'altres comarques naturals, factors històrics o econòmics han fet que formessin només part d'una comarca més gran, com ara la Plana de Vic dins d'Osona. Finalment, per la poca població d'algunes comarques naturals s'ha considerat que era aconsellable la seua incorporació en una comarca administrativa major.
- l'Alt Urgell i la Baixa Cerdanya[4]
  - la Batllia (Cerdanya)
  - el Baridà
  - l'Urgellet (Alt Urgell)
  - la Vall de la Vansa

- l'Anoia
  - l'Alta Segarra[11]
  - Conca d'Òdena
  - el Montserratí (també anomenat Pla de Montserrat, Baix Llobregat Nord o Penedès Montserratí)[8][9][10]

- el Baix Llobregat
  - el Baix Llobregat Nord[12] (sovint inclòs dins l'àmbit més ampli del Montserratí)[10]
- la Conca de Barberà
  - Baixa Segarra
  - la Conca de l'Alt Gaià[13]

- la Garrotxa
  - l'Alta Garrotxa
  - la Comarca d'Olot
  - la Vall de Llémena

- el Gironès
  - el Pla de Girona
  - la Vall de Llémena

- el Maresme
  - l'Alt Maresme
  - el Baix Maresme

- la Noguera:
  - els Aspres de Balaguer[14]
  - la Serra del Montsec[15]
  - la Noguera Urgellesa[16]
  - el Segre Mitjà[17]

- Osona:
  - el Bisaura (Osona i Ripollès)
  - Collsacabra[18] (Garrotxa, Osona i Selva)
  - les Guilleries[19][20] (Osona i Selva)
  - el Lluçanès[21] (Berguedà i Osona)
  - la Plana de Vic[22]
  - la Vall del Ges
- el Pallars Sobirà[23]
  - la Vall d'Àneu[24]
  - la Vall de Cardós

- el Priorat
  - el Baix Priorat
  - la Serra de Montsant

- el Ripollès
  - la Vall de Camprodon[25]
  - la Vall de Ribes[26]

- el Solsonès
  - la Vall de Lord[27]

- l'Urgell, el Pla d'Urgell, les Garrigues i el Segrià:
  - la Conca del Riu d'Ondara[28]
  - la Ribera de Sió[29]
  - la Vall del Riu Corb[30]
  - el Pla d'Urgell/Mascançà[31]
    - el Segrià Urgellès (forma un conjunt amb el Pla d'Urgell)[32]

  - el Segrià tradicional[32]
  - el Pla de Lleida[32]
  - el Baix Segre[32]
  - el Segrià Garriguenc[32] o les Garrigues Altes[33]
  - les Garrigues Baixes[33]

- la Vall d'Aran, la major part de la qual correspon a l'alta vall de la Garona; una petita secció a l'est correspon a la conca fluvial de la Noguera Pallaresa i una llenca de l'extrem sud del municipi de Viella i Mitjaran, concretament la part situada al sud del túnel de Viella, correspon a la conca de la Noguera Ribagorçana i, per tant, a l'Alta Ribagorça Oriental.

### Comarques i subcomarques de la Catalunya Nord
Les comarques nord-catalanes són fruit dels estudis dels geògrafs i cartògrafs del segle xix i XX, que prengueren en consideració fronteres naturals i territoris històrics com els comtats, a més del límit geogràfic de la llengua catalana. En canvi, les consideracions de població, infraestructura i administració no hi pesaven gaire, i és per això que el Capcir és una comarca independent mentre no té gaire població ni un nucli econòmic propi. Per altra banda, la consideració històrica de les comarques naturals dels Aspres, de l'Albera i de la Salanca com a integrants en una unitat històrica, el Rosselló, ha mantingut aquells territoris al nivell subcomarcal, tot i tenir més població i infraestructura pròpia que el Capcir, per exemple. L'estudi més actual és el Nomenclàtor de la Catalunya Nord de la Universitat de Perpinyà, que reconeix la majoria de les subcomarques, canvia els límits del Conflent i l'Alta Cerdanya, i eleva els Aspres al nivell comarcal. Tot i això, les enciclopèdies i geografs encara empren preferentment l'antiga divisió de set comarques (incloent-hi la Fenolleda). El mapa elaborat pel Consell General dels Pirineus Orientals també divideix el país segons aquest model, i esmenta, a més, algunes - però no totes - de les subcomarques naturals. L'Enciclopèdia Catalana reconeix unes subcomarques tradicionals que no apareixen al mapa.
- el Conflent:
  - l'Alt Conflent[35]
  - el Conflent Mitjà[35]
  - el Baix Conflent[35]
  - les Garrotxes[36][34]
  - l'Altiplà de Sornià o Aspres (la major part a la Fenolleda)[37]

- la Fenolleda:
  - les Corberes[38] (dividides entre el Rosselló i la Fenolleda)[39]
  - les Valls[38]
  - l'Altiplà de Sornià[38]

- el Rosselló:
  - l'Albera[40][34]
  - els Aspres[41] (considerats una comarca per la Universitat de Perpinyà)
  - les Corberes[42]
  - el Riberal del Tet[43][34]
  - la Salanca[44][34]
  - la Plana del Rosselló[45][34]

- el Vallespir:
  - l'Alt Vallespir[46][47]
  - el Vallespir Mitjà[46]
  - el Baix Vallespir[47][46]

## Comarques i altres administracions reivindicades
Actualment hi ha una sèrie de subcomarques o comarques per a les quals alguns reivindiquen reconeixement oficial o la creació d'un consell comarcal propi. Cal dir que no totes tenen el mateix grau de reivindicació. Alguns dels municipis integrants de les subcomarques s'han constituït en consorcis, i altres foren proposades per l'Informe Roca. Avui dia es recuperen la divisió regional tradicional i pròpia de Catalunya, les vegueries, que hom preveu seran 7; alguns territoris com el Penedès i, en menor mesura, l'Alt Ter, han reivindicat esdevenir vegueries també.
- Comarques reivindicades:
  - l'Alta Segarra*
  - el Baix Montseny
  - el Lluçanès* (reconeguda com a comarca el 2023)
  - el Moianès* (reconeguda com a comarca el 2015)
  - el Montserratí (també anomenat Pla de Montserrat, Baix Llobregat Nord* o Penedès Montserratí)[8][9][10]
  - el Segre Mitjà* (Segre Mitjà més el sector meridional de l'Alt Urgell)
  - la Selva Marítima*
  - la Vall de Camprodon*

1. (*) vegeu Informe Roca

- Altres divisions administratives reivindicades:
  - l'Alt Ter
  - el Gran Penedès (la vegueria del Penedès)